# Heliotropium thermophilum
Heliotropium thermophilum är en strävbladig växtart som beskrevs av Kit Tan, A. Çelik och Gemici. Heliotropium thermophilum ingår i Heliotropsläktet som ingår i familjen strävbladiga växter. Inga underarter finns listade i Catalogue of Life.